# Monsenhor Paulo
Monsenhor Paulo este un oraș în Minas Gerais (MG), Brazilia.